# Cælius
| \| \| |
| Localisation du Caelius sur une carte topographique simplifiée de la ville de Rome antique avec, à titre indicatif, les empreintes des principaux monuments et les tracés des murs servien et aurélien. |
| |

Le Cælius (en latin : Caelianus ou Caelius Mons) est une des sept collines de Rome et se situe au sud-est du centre historique de Rome, dans l'actuel rione de Celio. 
Pour un article plus général, voir Sept collines de Rome.

## Description
La colline s'étend jusqu'à l'Esquilin qu'elle rejoint près de la Porta Maggiore. Le Caelius est long d'environ deux kilomètres et large de 400 à 500 mètres. Le point culminant de la colline atteint les 54 mètres. Les Anciens distinguent trois hauteurs : le Caelius (ou Coelius), le Caeliolus (ou Coeliolus) et la Sucusa qui culmine à 49 mètres par rapport au Colisée. Ils donnent à l'ensemble du relief le nom de Caelius (ou Coelius) et réservent celui de Coeliolus (« petit Coelius ») à une éminence méridionale détachée du reste de la colline par une petite dépression et qui fait face à l'Aventin et aux thermes de Caracalla.

## Nom originel et peuplement distinct
D'après Tacite, le Caelius se serait d'abord appelé le Querquetulanus mons, à cause du grand nombre de chênes dont il était couvert (quercus signifie « chêne » en latin). Son nom primitif se serait perpétué dans  la porte Querquétulane (Querquetulana porta), nom que Pline l'Ancien donne à la porte Caelimontane (Caelimontana porta) située entre le Cælius et l'Esquilin. Ses habitants, les Querquetulani, figurent sur la liste des trente peuples albains (populi albenses) admis aux Féries latines qui nous a été transmise par Pline l'Ancien,. Avant le VIIe siècle av. J.-C., le village établi sur la colline est donc indépendant et n'a pas encore fusionné avec les autres villages avoisinants pour former la future ville de Rome, à l'instar des villages établis sur la colline de la Velia et sur le Viminal.

## Histoire
D'après Tite-Live, le Caelius aurait été réuni à Rome par le roi Tullus Hostilius, en raison du doublement de la population qui aurait résulté de la destruction d'Albe la Longue (Alba Longa) et du déplacement de ses habitants. Afin d'y attirer des habitants, Tullus Hostilius y aurait alors établi son palais. La colline est abondamment peuplée pendant la République.
Selon Varron, le nom de la colline est tiré de celui d'un capitaine étrusque nommé Caelius Vibenna qui serait venu avec une troupe d’élite au secours de Romulus pour le soutenir dans sa lutte contre le roi des Sabins.
D'après Varron, dans la ville de Rome ceinte par le mur servien, le Caelius relève de la première région (prima regio ou regio I), la Suburane (Suburana). Elle comprend le Vicus Tuscus, le Caeliolus, la Cerolia, d'abord appelé Carène, et Subure. Après la nouvelle division administrative d'Auguste de la ville, le Caelius est divisé entre trois régions : les pentes occidentale et méridionale sont dans la Regio I Porta Capena, la partie principale de la colline dans la Regio II Caelimontum et la partie orientale dans la Regio V Esquiliae. 
En 27 ap. J.-C., la colline est sévèrement touchée par un incendie et devient peu après un quartier prisé des riches citoyens, qui, avec leurs villas et leurs jardins, semblent avoir occupé une partie considérable de la colline.

## Monuments
Sur le Caelius ont été construits :
- les casernes de la cinquième cohorte des Vigiles et des equites singulares, gardes du corps à cheval ;
- l'Armamentarium, arsenal de Rome ;
- la maison des Annii Veri, où naquit Marc Aurèle ;
- la domus Vectiliana[a 6], la même peut-être que la précédente, localisée à l'angle nord-ouest du Coelius, en vis-à-vis du Colisée et du mont Palatin, pour laquelle Commode abandonne le Palatin et est assassiné par Narcisse[a 7],[a 8] ;
- le palais des Plautii Laterani, dans la partie nord-est, qui donne le nom de Lateranus à cette partie de la colline, appelée encore aujourd'hui Laterano (Latran), et où s'élève la Basilique Saint-Jean-de-Latran (l'église cathédrale de « l'évêque de Rome », le pape).
- la maison des Symmaque.